# Castelo do Neiva

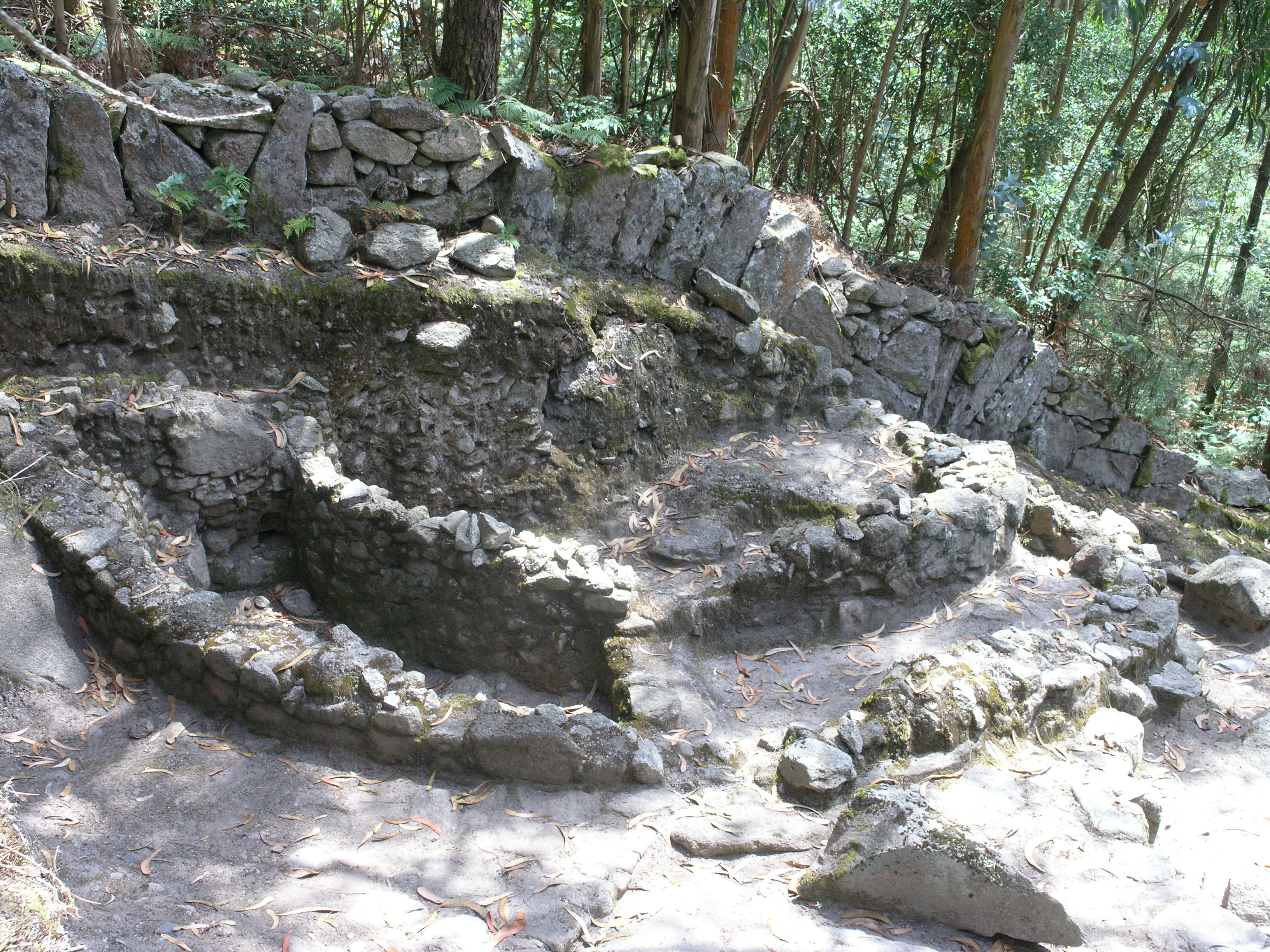
Castro de moldes in Castelo do Neiva

Castelo do Neiva ist eine Gemeinde (Vila seit 13.03.2025) im nordportugiesischen Kreis Viana do Castelo der Unterregion Minho-Lima.
In ihr leben 2719 Einwohner (Stand 19. April 2021).

## Bauwerke
Igreja de Santiago, Geheiligt durch den Bischof von Coimbra, Don Nausto, im Jahr 862
- Castelo de Neiva
- Monte do Castelo do Neiva oder Castro de Moldes
- Quinta de Monteverde